# إحنا بتوع الأتوبيس (فلم)
إحنا بتوع الأتوبيس فيلم مصري إنتاج 1979، تدور أحداث الفيلم حول التعذيب الذي كان يحدث في مصر خلال الحقبة الناصرية، وهو عن قصة حقيقية في كتاب «حوار خلف الأسوار» للكاتب الصحفي جلال الدين الحمامصي.

## قصة الفيلم
يستقل جابر (عادل إمام) ومرزوق (عبد المنعم مدبولي) الأتوبيس وتحصل مشاجرة بينهما مع المحصل فيذهبون جميعاً إلى القسم، ويتم الإفراج عن المحصل بينما يتم حجزهما عن طريق الخطأ المتعمد بتهمة معاداة نظام الحكم حيث يلجأ بعض الضباط لاحتجاز أي شخص لتقفيل القضايا. ويرسلان للمعتقل ويتعرضان للتعذيب، وينتهي الفيلم بقيام حرب 1967 وبتمرد المعتقلين في السجن وقد أثار هذا الفيلم ضجة آنذاك.
تم التركيز على بشاعة التعذيب ومدى الاستهانة بآدمية البشر في ظل الحكم البوليسي ودولة أجهزة الأمن إبان حكم جمال عبد الناصر كما فعل فيلم الكرنك ويظهر الفنان سعيد عبد الغني بشاعة البيروقراطية التي تميز بها ضباط المخابرات في تلك الحقبة.

## بطولة
- عادل إمام (جابر)
- عبد المنعم مدبولي (مرزوق)
- سعيد عبد الغني (رمزي)
- يونس شلبي (علي)
- إسعاد يونس (سونيا)
- مشيرة إسماعيل (منى)
- جمال إسماعيل (الشاويش عبد المعطي)
- وجدي العربي (محمود)
- عقيلة راتب (حفظية زوجة مرزوق)

## وصلات خارجية
- مقالات تستعمل روابط فنية بلا صلة مع ويكي بيانات